# Studio Gong
STUDIO GONG GmbH & Co. Studiobetriebs KG est une entreprise privée allemande regroupant des stations de radio et des sociétés de marketing pour ce média. Le siège social est à Nuremberg, le siège juridique est à Munich.

## Actionnaires
- Burda Broadcast Media GmbH & Co. KG (filiale de Burda): 41,67 %
- RBTZ Rundfunkbeteiligungsgesellschaft Bayerischer Tageszeitungen mbH & Co. KG: 41,67 % (Actionnaires principaux: SV Teleradio Produktions- und Beteiligungsgesellschaft für elektronische Medien mbH/Süddeutscher Verlag (de), Presse-Druck und Verlags GmbH/Augsburger Allgemeine und Münchener Zeitungs-Verlag-GmbH & Co.)
- Die Neue Welle Rundfunk- Verwaltungsgesellschaft mbH & Co. KG (Müller Medien (de): 10,42 %)
- Medienpool GmbH Konzeption- Redaktion- Produktion: 5,21 %
- IMCOM Immobilien & Medien GmbH & Co. KG: 1,04 %

## Participations
Studio Gong a plus de trente participations stratégiques ou opérationnelles dans le domaine des médias électroniques appartenant aux stations de radio privées (locales, régionales et nationales), ainsi que des stations de télévision régionales. Les radios dans lesquelles participent Studio Gong sont :
- BB Radio 50,0 % (l'autre moitié appartient à Burda Broadcast)
- Donau 3 FM 50,0 % (l'autre moitié appartient à Burda Broadcast)
- Funkhaus Würzburg 50,0 %
- Radio Chemnitz 45,0 %
- Radio Dresden 45,0 %
- Radio Lausitz 45,0 %
- Radio Leipzig 45,0 %
- Radio Erzgebirge 45,0 %
- Radio Zwickau 45,0 %
- Funkhaus Aschaffenburg 35,0 %
- Ostseewelle 29,5 % (46,3 % de participation de Burda Broadcast)
- Radio Gong 96.3 29,0 %
- Die Neue 107.7 26,6 %
- Funkhaus Regensburg 25,0 %
- Antenne Niedersachsen 19,0 %
- Radio Galaxy 15,8 % (10,5 % de participation de Burda Broadcast)
- Funkhaus Nürnberg 14,7 % (qui regroupe Radio F, Radio Charivari 98.6, Radio Gong 97,1, Hit Radio N1 et Pirate Radio)
- Radio Karlsruhe 8,6 % (qui détient Die neue Welle, die ROCKwelle, 13,9 % de participation de Burda Broadcast)
- 106.4 Top FM 7,5 %
- Antenne Bayern 7,0 % (16,0 % de participation de Burda Broadcast)
- RPR1 1,0 %

## Commercialisation
Studio Gong commercialise actuellement environ 30 canaux simples et 10 "paquets de radios" (un total de près de 60 stations en Bavière et 10 stations dans les Länder de l'est).

### Bade-Wurtemberg
- baden.fm, Fribourg-en-Brisgau
- Die Neue 107.7, Stuttgart
- Die neue Welle, Karlsruhe
- Donau 3 FM, Ulm
- Hitradio Ohr, Offenbourg
- Das Neue Radio Seefunk, Constance

### Bavière
- 95.5 Charivari, Munich
- 106,9 Radio Gong, Wurtzbourg
- 106.4 Top FM, Fürstenfeldbruck
- Vil Radio, Nuremberg
- Bayernwelle SüdOst, Freilassing
- Radio Charivari 98.6, Nuremberg
- Radio Charivari Würzburg (aussi Charivari.fm), Wurtzbourg
- Donau 3 FM, Günzburg
- egoFM, Munich, Nuremberg, Augsbourg, Ratisbonne, Wurtzbourg
- Extra-Radio, Hof
- Gong FM, Ratisbonne
- Hit Radio N1, Nuremberg
- hitradio.rt1, Augsbourg
- hitradio.rt1 nordschwaben, Donauwörth
- Hitradio RT1 Südschwaben, Memmingen
- Inn-Salzach-Welle, Burgkirchen
- Radio 2Day, Munich
- Radio 8, Ansbach
- Radio Alpenwelle, Bad Tölz
- Radio Arabella, Munich
- Radio AWN, Straubing
- Radio Bamberg, Bamberg
- Radio Charivari, Ratisbonne
- Radio Charivari, Rosenheim
- Radio Eins (Coburg), Cobourg
- Radio Euroherz, Hof
- Radio F, Nuremberg
- Radio Fantasy, Augsbourg
- Radio Galaxy Amberg, Weiden in der Oberpfalz
- Radio Galaxy Ansbach, Ansbach
- Radio Galaxy Aschaffenburg, Aschaffenbourg
- Radio Galaxy Bamberg, Bamberg
- Radio Galaxy Bayreuth, Bayreuth
- Radio Galaxy Coburg, Cobourg
- Radio Galaxy Hof, Hof
- Radio Galaxy Ingolstadt, Ingolstadt
- Radio Galaxy Kempten, Kempten
- Radio Galaxy Landshut, Landshut
- Radio Galaxy Passau, Passau
- Radio Galaxy Rosenheim, Rosenheim
- Radio Gong 96.3, Munich
- Radio Gong 97,1, Nuremberg
- Radio Hitwelle, Erding/Freising
- Radio IN, Ingolstadt
- Radio Mainwelle, Bayreuth
- Radio ND1, Ingolstadt
- Radio Oberland, Garmisch-Partenkirchen
- Radio Plassenburg, Kulmbach
- Radio Primaton, Schweinfurt
- Radio Primavera, Aschaffenbourg
- Radio Ramasuri, Weiden
- Radio Trausnitz, Landshut
- Rock Antenne (de), Erding
- RSA Radio, Kempten/Lindau
- Star FM, Schwabach
- Unser Radio Deggendorf
- unserRadio, Passau

### Mecklembourg-Poméranie-Occidentale
- Ostseewelle, Rostock

### Saxe
- Radio Chemnitz, Chemnitz
- Radio Dresden, Dresden
- Radio Erzgebirge, Annaberg
- Radio Lausitz, Görlitz
- Radio Leipzig, Leipzig
- Radio Zwickau, Zwickau
- Vogtland Radio, Plauen

### Source de la traduction
- (de) Cet article est partiellement ou en totalité issu de l’article de Wikipédia en allemand intitulé « Studio Gong » (voir la liste des auteurs).